# Sociologie de l'éducation
La sociologie de l'éducation est une branche de la sociologie qui étudie les processus de socialisation scolaire, les trajectoires scolaires et leurs déterminants, les rapports pédagogiques, les caractéristiques des institutions et du personnel éducatif.

## Définition
D'après la sociologue française Nathalie Bulle, la sociologie de l’éducation est « l’approche scientifique de l’éducation comme phénomène social ». Sa fonction est d'étudier « les relations éducatives, les rôles éducatifs, les groupes éducatifs » dans différentes sociétés quelque soit leur époque ou leur aires géographique. L'école est un « terrain privilégié d’investigation » de ce champ de recherche. Dans cette perspective, c'est la scolarisation qui est l'objet d'étude,, d'où que la sociologue française Marie Duru-Bellat et ses collègues préfère parler de « sociologie de l'école ».
Autrement dit, il faut distinguer deux sens au mot éducation : l'éducation au sens de socialisation, c'est-à-dire « les mécanismes par lesquels une société transmet à ses membres les savoirs, savoir-faire et savoir-être » d'une part, et d'autre part, l'éducation au sens de scolarisation. D'ailleurs, l’expression « sociologie de l’éducation » est en fait la traduction littérale de sociology of education, champ de recherche anglophone des systèmes d’enseignement scolaire,,.

## Thématiques de recherche
Parmi les thématiques de recherhche en sociologie de l'éducation on retrouve : la mixité sociale (Nicole Mosconi), la démocratisation scolaire (Pierre Merle), la mobilité sociale (Dominique Merllié et Jean Prévot), les inégalités scolaires (Georges Felouzis), la reproduction sociale (Pierre Bourdieu), la socialisation scolaire (Bernard Lahire), la forme scolaire (Guy Vincent), l'expérience scolaire (François Dubet et Danilo Martuccelli), l'évaluation scolaire (Pierre Merle).

### La démocratisation scolaire
La démocratisation scolaire est un thème historique de la sociologie de l'éducation dès les années 1960. Le sociologue Pierre Merle. On distingue plusieurs type de démocratisation : quantitative, qualitative, uniforme, ségrégative.
Lorsqu'on parle de démocratisation scolaire, les recherches et les manuels de sociologie mentionnent d'abord les évolutions d'accès à l'école ,,,,,,,,,,,,.
Aussi dénommé massification scolaire, la « démocratisation quantitative » correspond à l’augmentation du nombre d’enfants qui ont accès aux études, et se caractérise par un allongement de la durée des études et par une élévation du niveau de formation.
Définie par l'historien Antoine Prost, la démocratisation qualitative souligne l'idée d'une ouverture aux classes inférieures : « Tout au long du XXe siècle, un des objectifs poursuivis par les réformateurs n'est pas seulement d'augmenter la durée des études obligatoires [...], mais aussi de faire en sorte que le destin scolaire soit moins dépendant de l'origine sociale », permettant de réduire « les inégalités scolaires et sociales ».
Comme le précise le sociologue français Pierre Merle « un mouvement de démocratisation implique une égalisation des conditions ». Or, l'idée de « démocratisation quantitative » ne suggère pas un processus d'égalisation : le sociologue français François de Singly explique qu'il ne faut ainsi pas confondre « extension des publics [...] affaiblissement des inégalités sociales ».
L'accès élargie à l'école pour toutes les catégories sociales est dénommée « démocratisation uniforme ». Pour autant, on observe qu'un écart se maintient entre les catégories sociales. Pour nommer cet écart, Merle parle de « démocratisation ségrégative ». En effet, l’ouverture de l’enseignement à tous les milieux sociaux s’est accompagnée d’une diversification, d'une hiérarchisation et donc d'une ségrégation de l’offre scolaire, aussi dénommée « filiarisation » ou « professionnalisation ». En résumé, les enfants des classes supérieures et ceux des classes populaires ne fréquentent pas les mêmes filières et ne passent pas les mêmes diplômes. On parle de ségrégation car il existe un processus de séparation physique, social et symbolique entre les établissements et au sein même des établissements. Par exemple, l’augmentation de la proportion de bacheliers a été permise par la professionnalisation du bac.
La sociologue Vanessa Pinto défend l'idée que « plusieurs sociologues remettent en cause l’idée d’une "démocratisation" de l’enseignement au vu de ses évolutions au cours des dernières décennies ». Elle souligne par exemple que « les diverses filières de l’enseignement supérieur sont fortement différenciées socialement » : « l’enseignement supérieur, en même temps qu’il s’est ouvert à des fractions accrues de la jeunesse, a connu une diversification croissante de ses filières, rendant possible la multiplication des hiérarchies internes et donc le maintien, voire le renforcement, des inégalités sociales en son sein ». 
Le sociologue français Jean-Claude Passeron analysait déjà en 1982, que « l’ouverture culturelle et la modernisation pédagogique des universités ont renforcé la position et le prestige des Grandes Écoles et de leurs classes préparatoires qui, en maintenant leurs critères traditionnels de pédagogie et de sélection, ont accru relativement la rareté sociale des titres qu’elles décernent ».
La sociologue Christine Delphy évoque deux sens contradictoires des usages de la notion de démocratisation en sciences sociales. Un premier sens qu’on retrouve dans l’expression « démocratisation scolaire », qui renvoie à l’idée de composition sociale du groupe des enseignés et non pas aux rapports sociaux ; un second sens qu’on retrouve dans l’expression « démocratisation de l’entreprise » par exemple, qui renvoie à l’idée de hiérarchisation des groupes sociaux (le patronat versus les employés). Elle résume la tension qui existe entre ces deux usages : « l’égalité des chances et l’égalité tout court ». Ainsi, l'experssion « égalité des chances » apparaît comme un oxymore.

### Inégalités scolaire
Pour analyser les inégalités scolaires, les sociologues différencient plusieurs types d'égalité. Classiquement, les sociologues distinguent l'égalité de droit (ou formelle) et l'égalité de fait (ou réelle),. 
Le sociologue Georges Felouzis propose de distinguer « égalité d’accès à l’école », « égalité de traitement des élèves » et « égalité équitable des chances ». 
Le sociologue Mohamed Cherkaoui précise les critères de « l’égalité des chances scolaire » : (1) éducation gratuite et universelle, (2) distribution du savoir identique, (3) égalité des ressources scolaires, (4) composition sociale scolaire identique, (5) égalité dans les effets de l’école.

### Scolarité des filles
Si l'enseignement secondaire se met en place pour les filles à la fin du XIXe siècle, c'est dans la période 1960-1970 que l'on observe une « augmentation spectaculaire de la scolarisation des filles » ; et à partir des années 1970-1980 « on trouve plus de filles que de garçons parmi les bacheliers » en France. Les filles restent plus longtemps dans le système scolaire : « parmi les entrants en 6ème en 1979-1980, 124 filles pour 100 garçons accèderont en terminale ». 
Cette massification est le résultat d'une mise en application progressive d'un ensemble de lois relatives à l'accès des filles à l'école, comme par exemple en France : premiers lycées féminins (1880), enseignement obligatoire pour tous jusqu'à 13 ans (1882), création du baccalauréat féminin (1919), légalisation des lycées mixtes (1959), légalisation des collèges mixtes (1963), loi Haby (1975) - la mixité est rendue obligatoire dans l'enseignement primaire et secondaire - etc. 
Mais la scolarisation des filles à la fin du XIXe siècle est destinée aux jeunes filles de la bourgeoisie, et l'éducation qu'elles y reçoivent est différente de celle des garçons. En effet, l'éducation des filles « n'[y] est pas une fin en soi », elle est « adaptée à leur futur rôle social », et donc implique des activités de « couture, cuisine, repassage, etc. ».
Plus récemment, les filles restent plus longtemps dans le système scolaire. En 2010-2011 par exemple, 88,5% des filles entrées en 6ème en 2007 étaient en troisième contre 83,4% des garçons, et en 2014-2015, 48,5% des filles entrées en 6ème en 2007 étaient dans l'enseignement supérieur, contre 36,7% des garçons. Les filles sont également plus diplômées que les garçons. En moyenne, par exemple, sur les années 2012-2013-2014, 33% des femmes sorties du système éducatif sont titulaires d'une licence ou d'un diplôme supérieur, contre 25% des hommes.

### Trajectoires scolaires et professionnelles
La trajectoire scolaire et la trajectoire professionnelles sont liées,,,. Par exemple, le diplôme protège du chômage : « [e]n 1975, le taux de chômage des jeunes non diplômés était de 8%, soit le double de celui des jeunes gens du même âge diplômés du supérieur (4%). En 1995, le taux de chômage des jeunes non diplômés est de 35%, soit près du triple de celui des diplômés (12%) ». En 2018, il était de 25,6% pour ceux qui n'ont aucun diplôme alors qu'il était de 7% pour ceux qui ont un diplôme de l'enseignement supérieur de niveau bac + 5 ou plus, soit plus du triple. Si le niveau de formation a augmenté, persiste un écart en ce qui concerne l'employabilité qui est déterminée par le niveau de formation. Mais l'augmentation du niveau de formation a modifié le rapport à l'emploi : « les diplômes, comme moyens de régulation de l'accès aux positions sociales, peuvent paraître à la fois de plus en plus nécessaire et de moins en moins suffisant ».

### Trajectoires scolaires et conditions d'existence
Si la « relation entre scolarisation et destinée sociales » s'est transformée, l'origine sociale reste un facteur déterminant dans le maintien des inégalités sociales.